# 11348 Allegra
11348 Allegra este un asteroid din centura principală de asteroizi.

## Descriere
11348 Allegra este un asteroid din centura principală de asteroizi. A fost descoperit pe 30 ianuarie 1997 la Cima Ekar de Maura Tombelli și Ulisse Munari. Asteroidul prezintă o orbită caracterizată de o semiaxă mare de 2,86 ua, o excentricitate de 0,06 și o înclinație de 1,0° în raport cu ecliptica.